# 通世泰站
通世泰站是大连地铁3号线支线的地铁站，位于中华人民共和国辽宁省大连市金州区东北大街与铁山西路交叉口南侧，于2008年12月28日开通。

## 车站结构
通世泰站沿东北大街南北设置，为地上三层侧式站台车站，车站主体位于东北大街上方，通过两侧天桥连通地面，车站地上二层为站厅层，地上三层为站台层，站台未设置站台门，仅设有简易金属栏杆做遮挡作用。
| 地上三层          | 站台   | \| 側式 · 開右邊车门 \| \| \| \| \| \| █ 3号线支线往九里及普兰店振兴街（鸿玮澜山） \| \| \| \| █ 3号线支线往开发区（終點站） \| \| 側式 · 開右邊车门 \| \| \| |
| 地上二层          | 站厅   | 客服中心、自动售票机、验票机 |
| 地面              | 出入口 | A、B出入口 |
| 側式 · 開右邊车门 |        | |
|                   |        | █ 3号线支线往九里及普兰店振兴街（鸿玮澜山） |
|                   |        | █ 3号线支线往开发区（終點站） |
| 側式 · 開右邊车门 |        | |

## 车站出口
通世泰站共设2个出口，各出口及周围设施如下所示：
| 出口编号            | 照片 | 出口指示 | 建议前往的目的地                                               |
| ------------------- | ---- | -------- | -------------------------------------------------------------- |
| A · 出口 · （设有） |      | 铁山西路 | 佳能大连办公设备有限公司，十里岗高速口，十里岗公园             |
| B · 出口 · （设有） |      | 东北大街 | 嫩江小区，大连理工大学城市学院，骊住通世泰建材（大连）有限公司 |
| 图例： 设有         |      |          |                                                                |

## 接驳交通

### 公交车
- 十里岗：昌赫801路、昌赫801路万达广场加车、昌赫802路、昌赫802路管控区、昌赫803路、昌赫803路大数据产业园、昌赫805路、昌赫806路加车、昌赫811路、开发区4路
- 城市学院：开发区4路

## 车站历史
车站建设时期工程名为十里岗站，开通前确定以通世泰站作为车站正式名称。
- 2008年12月28日，车站随3号线九里支线通车开通。